# Silver Creek (Mississippi)
Silver Creek è una città (town) degli Stati Uniti d'America, situata nella contea di Lawrence, nello Stato del Mississippi.